# Belshazzar
Belshazzar (Belsasar en español) HWV 61 es un oratorio de Georg Friedrich Händel. El libreto fue de Charles Jennens, y Händel lo abrevió considerablemente. El libreto de Jennens se basaba en el relato bíblico de la caída de Babilonia a manos de Ciro el Grande y la posterior liberación de la nación judía, tal como se relata en el Libro de Daniel.
Händel compuso Belshazzar a finales del verano de 1744 al mismo tiempo que Hércules, en una época que Winton Dean considera "la cumbre de la vida creativa de Händel". La obra se estrenó la siguiente temporada de Cuaresma el 27 de marzo de 1745 en el King's Theatre de Londres. La obra cayó en el olvido después de la muerte de Händel, con reposiciones de la obra en el Reino Unido en 1847, 1848 y 1873.

## Dramatis Personae
- Belshazzar, rey de Babilonia (tenor)
- Nitocris, madre de Belsasar/Belshazzar (soprano)
- Cyrus, príncipe de Persia (alto)
- Daniel, un profeta judío (alto)
- Gobrias, un noble asirio, que se alzó contra Ciro/Cyrus (bajo)
- Arioch, un señor babilonio (tenor)
- Mensajero (bajo)
- Coro de Sabios
- Coro de Judíos
- Coro de Babilonios
- Coro de Medos y Persas